# Maitland-Japp-Reaktion
Die Maitland-Japp-Reaktion, benannt nach den Chemikern Francis Robert Japp (1848–1925) und  William Maitland, ist eine Namensreaktion aus dem Bereich der  organischen Chemie und wurde 1904 erstmals beschrieben. Die Maitland-Japp-Reaktion ermöglicht die Darstellung von  Tetrahydropyranon-Derivaten aus Ketonen und Aldehyden.

## Übersichtsreaktion
Bei der Maitland-Japp-Reaktion handelt es sich um eine Kondensationsreaktion, bei der ein Keton (im Beispiel 3-Pentanon) mit zwei Äquivalenten Aldehyd (im Beispiel Benzaldehyd) zu Tetrahydropyran-4-on-Derivaten umgesetzt werden. Die Reaktion verläuft im basischen Milieu.
Die Verwendung von unsymmetrischen Ketonen, ermöglicht die Synthese von  Tetrahydropyranon-Derivaten mit unterschiedlichen Substituenten an Position 2 und 6.

## Reaktionsmechanismus
Der nachfolgende Reaktionsmechanismus wird in der Literatur beschrieben und wird beispielhaft an 3-Pentanon und Benzaldehyd erläutert:
3-Pentanon (1) wird zunächst durch die zugesetzte Base deprotoniert. Es bildet sich das Enolat 2, welches mit Benzaldehyd reagiert. Durch innermolekulare Protonenumlagerung und anschließender Wasserabspaltung entsteht Verbindung 3. Verbindung 3 reagiert mit einem weiteren Benzaldehyd zu Verbindung 4. Es kommt zu einem Ringschluss. Durch Protonierung mit Wasser entsteht schließlich 3,5-Dimethyl-2,6-diphenyl-tetrahydropyran-4-on (5).

## Weiterführende Literatur
- P. A. Clarke und S. Santos: Strategies for the Formation of Tetrahydropyran Rings in the Synthesis of Natural Products In: Eur. J. Org. Chem. 2006, S. 2045–2053, doi:10.1002/ejoc.200500964.